# Minarete

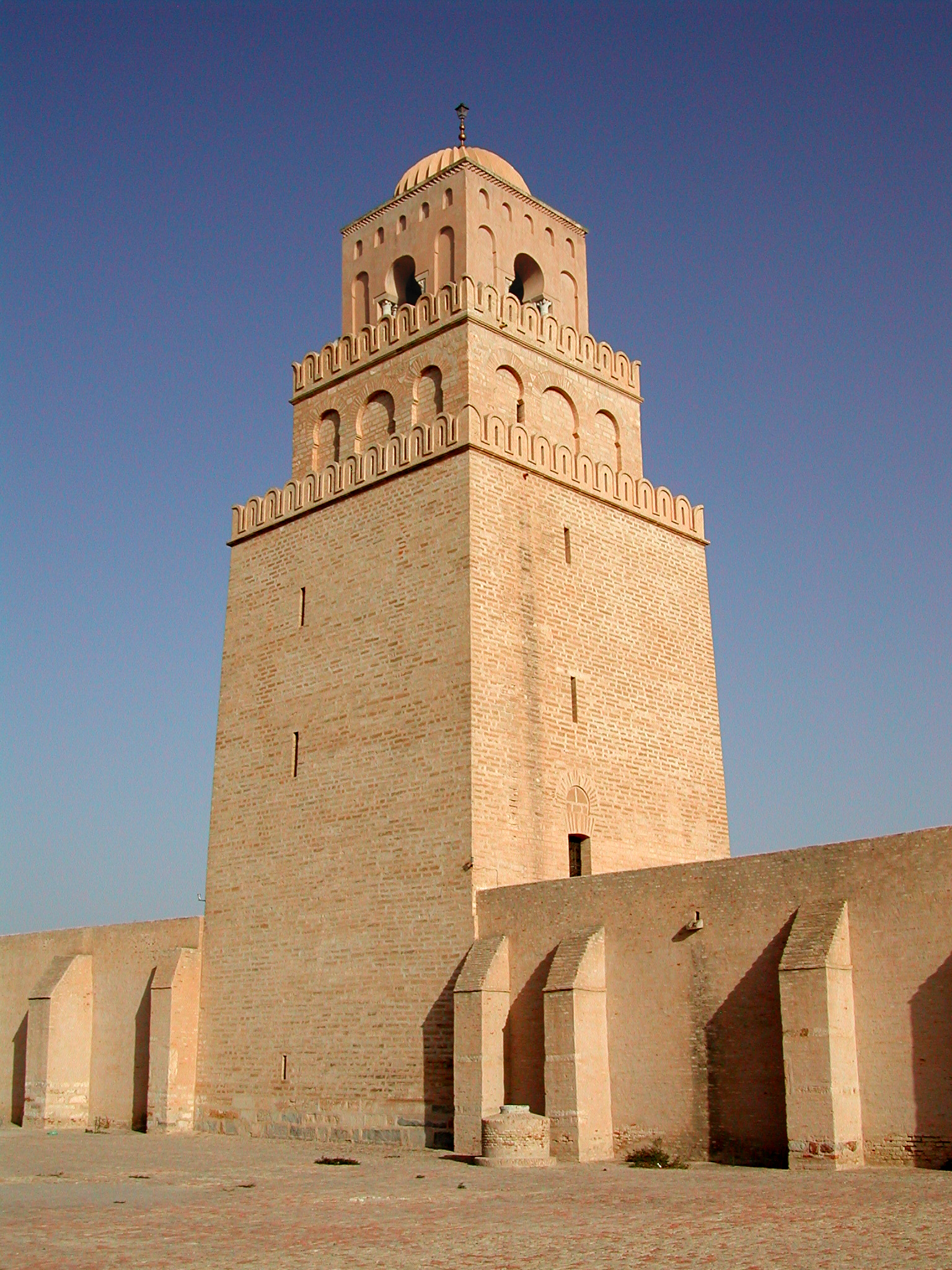
O minarete da Mesquita de Cairuão, na Tunísia

Minarete (do turco minare, por sua vez do árabe منارة ou مئذنة, transl. manāra, "farol") é a torre de uma mesquita, local do qual o almuadem anuncia as cinco chamadas diárias à oração. Os minaretes, que também recebem o nome de almádena, são normalmente bastante altos se comparados às estruturas que o circundam.
O objetivo do minarete é fazer com que a voz do almuadem, a pessoa que faz o chamado à oração (azan) possa ser ouvida a grandes distâncias. Foi introduzido em 673.
A Mesquita de Hassan II, em Casablanca, Marrocos, possui um minarete de 210 metros, sendo o mais alto do mundo, visível dia e noite a quilômetros de distância.

## História
O minarete, que significa torre fina com balcões, foi o último aspecto importante introduzido na construção das mesquitas. Em 673, Omíada, governador do Egito, demoliu a Mesquita de Anre em Fostate, porque ela não conseguia mais comportar a quantidade de fiéis, e reconstruiu-a com um novo design, no qual quatro minaretes foram introduzidos, inspirados nas torres das igrejas da Síria, conforme o desejo do Califa Muawiya.

## Citação
| “ | E a verdade é que não sei se tinha ou não toda a razão para dizer o que dizia, já que a vida depois se encarregara de dispor aquilo mesmo que foi a mão de Deus que colocou no caminho, diziam os almuadens do alto da almádena, na estupenda lição de todas as coisas, e saber-se ainda que os erros cometidos a todo o instante se podem corrigir. | ” |

.

## Oposição
Na medida em que representam um marco simbólico da presença muçulmana, os minaretes por vezes despertaram oposição religiosa e política em países tradicionalmente não-islâmicos; em 2007 políticos de direita suíços do Partido Popular anunciaram o lançamento de uma iniciativa visando a acrescentar uma cláusula à Constituição Federal da Suíça proibindo a construção de minaretes (porém não das mesquitas em si). Em outubro de 2009 existiam apenas quatro minaretes no país, em Zurique, Genebra, Winterthur e Wangen bei Olten. Em novembro do mesmo ano foi realizado um referendo, no qual 57% dos votantes declararam-se a favor da proibição dos minaretes no país.